# Regulátor G-proteinové signalizace
Regulátory G proteinové signalizace (RGS) jsou proteinové strukturní domény , které aktivují GTPázu pro alfa podjednotky heterotrimerického G proteinu.
RGS proteiny jsou multifunkční, GTPázu-urychlující  proteiny, které podporují GTP hydrolýzu alfa podjednotkami heterotrimerických G proteinů a tím inaktivují G proteiny a rychlé přepínání signálních drah v receptorech spřažených s G proteinem . Po aktivaci receptoru G proteiny vymění GDP za GTP a  jsou uvolněny z receptoru a disociovány na volné aktivní na GTP navázané alfa podjednotky a beta-gama dimery, přičemž oba aktivují efektory. Reakce je ukončena GTP hydrolýzou alfa podjednotkami, který se pak může opět vázat na beta-gama dimer a na receptor. RGS  výrazně snižují existenci na GTP navázaných alfa podjednotek tím, že stabilizují přechodný stav G proteinu. Receptory stimuluje  navázání GTP , RGS naopak podporuje hydrolýzu GTP.